# گروه بیمه وین
گروه بیمه وین (به آلمانی: Vienna Insurance Group) شرکت بیمه اتریشی است، که به‌عنوان بزرگترین ارائه‌دهنده خدمات بیمه در اروپای مرکزی و شرقی شناخته می‌شود.
شرکت بیمه وین در سال ۱۸۲۴ تأسیس شد. در سال ۲۰۱۲ شمار کارکنان این گروه، بیش از ۲۵ هزار نفر برآورد شده‌است. این شرکت هم‌اکنون دارای عملیات در کشورهای: اتریش، آلبانی، بلغارستان، آلمان، استونی، گرجستان، کرواسی، لتونی، لیختن‌اشتاین، لیتوانی، جمهوری مقدونیه، مونته‌نگرو، لهستان، رومانی، صربستان، اسلواکی، جمهوری چک، ترکیه، مجارستان، اوکراین، بلاروس، بوسنی و هرزگوین، ایتالیا و اسلوونی است.